# Certima straminea
Certima straminea là một loài bướm đêm trong họ Geometridae.